# Larentia farinata
Larentia farinata är en fjärilsart som beskrevs av W. Warren 1896. Larentia farinata ingår i släktet Larentia och familjen mätare. Inga underarter finns listade i Catalogue of Life.